# Kuehneromyces leucolepidotus
Kuehneromyces leucolepidotus är en svampart som först beskrevs av Peter D. Orton, och fick sitt nu gällande namn av Pegler & T.W.K. Young 1972. Kuehneromyces leucolepidotus ingår i släktet Kuehneromyces och familjen Strophariaceae.   Inga underarter finns listade i Catalogue of Life.